# Zdzisław Libera

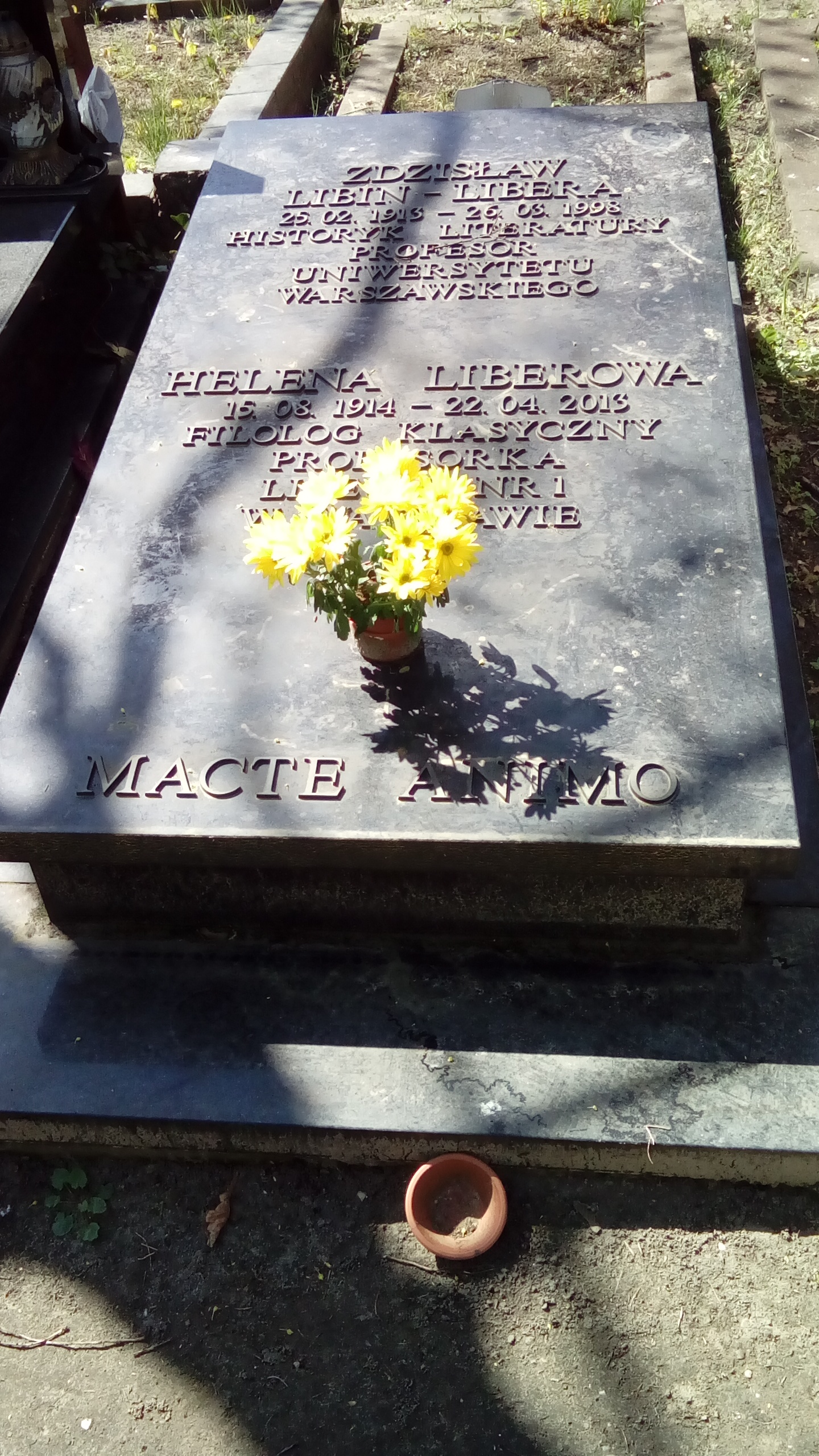
Grób Zdzisława Libery na cmentarzu Wojskowym na Powązkach

Zdzisław Libera, pierwotnie Libin (ur. 26 lutego 1913 w Warszawie, zm. 26 marca 1998 tamże) – polski historyk literatury, wykładowca Uniwersytetu Warszawskiego.

## Życiorys
Urodził się w żydowskiej rodzinie Mateusza Libina (zm. 1936) i Ludwiki z Zająców. Miał brata Antoniego. Matka i brat zostali zamordowani podczas II wojny światowej, padając ofiarą Holocaustu.
Ukończył Gimnazjum im. Mikołaja Reja w Warszawie. Później studiował polonistykę, filozofię i historię na Uniwersytecie Warszawskim, uzyskując w 1936 dyplom magistra, a w 1938 dyplom nauczyciela szkół średnich. Następnie rozpoczął pracę nauczyciela w męskim gimnazjum „Spójnia”.
Podczas okupacji niemieckiej został przesiedlony do getta warszawskiego, gdzie prowadził tajne komplety z języka polskiego. Po pewnym czasie przeszedł z żoną na stronę aryjską. Współpracował wtedy z pismami: „Czyn”, „Myśl Demokratyczna”, „Realizacje”. Walczył w powstaniu warszawskim jako żołnierz Armii Krajowej.
Po wojnie, w latach 1945–1950 był nauczycielem szkół średnich. W 1946 doktoryzował się na Wydziale Filozoficznym Uniwersytetu Warszawskiego na podstawie rozprawy Działalność literacka Stanisława Kostki Potockiego. Od 1950 był wykładowcą, od 1954 profesorem historii literatury polskiej na Uniwersytecie Warszawskim (od 1971 - profesorem zwyczajnym). W latach 1952–1960 był dziekanem Wydziału Filologicznego UW.
Był przewodniczącym Rady Naukowej Instytutu Literatury Polskiej i Katedry Kultury Polskiej, a także członkiem Komitetu Nauk o Literaturze Polskiej PAN, zasiadał w radach naukowych wielu instytucji, m.in. Instytutu Badań Literackich PAN, Biblioteki Narodowej. Działał w Towarzystwie Literackim im. Adama Mickiewicza. 23 sierpnia 1980 roku dołączył do apelu 64 uczonych, pisarzy i publicystów do władz komunistycznych o podjęcie dialogu ze strajkującymi robotnikami. Członek Collegium Invisibile. Od 1982 był członkiem Towarzystwa Naukowego Warszawskiego.
Jego prace naukowe dotyczą okresu oświecenia w Polsce, ale też współczesności. Był pomysłodawcą i redaktorem naczelnym czasopisma „Wiek Oświecenia”. Ponadto zasiadał w komitetach redakcyjnych czasopism i wydawnictw zbiorowych (m.in. „Rocznika Literackiego”, „Polonistyki” i „Rocznika Warszawskiego”).
Był mężem Heleny ze Żmijewskich (1914–2013), ojcem literata Antoniego Libery.
Zmarł w Warszawie, pochowany na cmentarzu Wojskowym na Powązkach (kwatera C19-5-10).

## Najważniejsze prace
- 1956: Adam Mickiewicz Wielki Poeta Polskiego Romantyzmu
- 1963: Maria Dąbrowska
- 1966: „Konrad Wallenrod” Adama Mickiewicza
- 1967: Oświecenie
- 1969: Problemy polskiego oświecenia. Kultura i styl
- 1971: Życie literackie w Warszawie w czasach Stanisława Augusta
- 1974: Literatura polska od średniowiecza do pozytywizmu (współautor)
- 1976: Poezja polska XVIII wieku (antologia)
- 1984: Poezja polska 1800–1830 (antologia)
- 1985: Literatura polska. Przewodnik encyklopedyczny (współautor)
- 1986: Wiek oświecony
- 1994: Rozważania o wieku tolerancji, rozumu i gustu
- 2004: Od Sejmu Czteroletniego do Napoleona

## Ordery i odznaczenia
- Złoty Krzyż Zasługi (30 września 1952)[8]
- Medal 10-lecia Polski Ludowej (19 stycznia 1955)[9]